# Rationalisation de l'écriture chinoise
La rationalisation de l'écriture chinoise a été une préoccupation des autorités tout au long de l'histoire de la Chine, dans un double souci de normalisation, et de simplification. Des aspects politiques essentiels ont souvent été à l’origine de ces réformes, qu’il s’agisse de la volonté unificatrice du pays par Qin Shi Huang Di, au IIIe siècle av. J.-C., ou de la volonté d’alphabétisation et de démocratisation de l’éducation pour les communistes chinois, au XXe siècle.

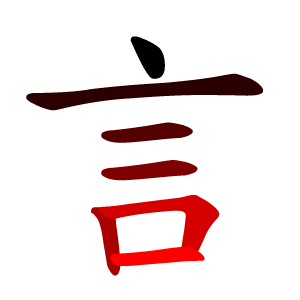
La graphie, mais aussi l’ordre des traits et bien d’autres aspects des sinogrammes sont aujourd’hui normalisés, ou (illustrations: sinogramme « 言 »).

C’est tout d’abord Qin Shi Huang Di, « l’empereur Qin », qui cherche le premier, avec son chancelier Lǐ Sī, à normaliser l’écriture chinoise en mettant en place la graphie standard Xiaozhuan, ainsi normalisée pour quelque 3 000 caractères. En 213 av. J.-C. a alors lieu un grand autodafé, visant à détruire les ouvrages antérieurs qui correspondaient à des graphies désormais proscrites.
Avec les Han, au IIe siècle, c'est le style Kaishu qui devient la nouvelle norme, avec l’apparition des huit principes de yǒng (qui règlent la forme des traits standards). Malgré sa supériorité esthétique, il évolue ensuite vers les styles Songti/Mingti, plus faciles à graver dans le bois lorsque apparaît la xylographie. En 1716, c'est une nouvelle révolution, avec le « dictionnaire Kangxi » (Kāngxī zìdiǎn), qui regroupe plus de 40 000 caractères, organisés cette fois selon 214 radicaux.
Simultanément, et dès les premiers siècles de l’ère chrétienne, le contact avec les textes sanscrits pose le problème de la transcription phonétique du chinois. Mais il faut attendre 1648 pour voir une première tentative purement chinoise en ce sens, et 1892 pour voir se dessiner une réelle volonté politique pour mettre en place une transcription alphabétique du chinois. En 1918, le zhuyin, un alphabet de 40 lettres, est finalement adopté comme transcription phonétique officielle, complété par 5 « tons » en 1922.
Mais entretemps, d'autres systèmes ont été développés, en particulier, à l’étranger, le système de transcription Wade-Giles.
Enfin, avec l'arrivée en 1949 des communistes, deux réformes simultanées voient le jour : l’une est la poursuite des efforts entrepris pour converger vers une langue commune, le putonghua ; l'autre est la mise en place en 1958 d'un système de transcription phonétique alphabétique, le hanyu pinyin, utilisant cinq « tons » (dont le ton « neutre ») pour décrire la prononciation du mandarin.
Par ailleurs, au Japon comme en Chine, l’effort séculaire pour simplifier les caractères se poursuit, au Japon avec la réforme de novembre 1946, en Chine, avec la réforme du 28 janvier 1958, qui simplifie la graphie de 515 caractères complexes.
D’autres domaines de rationalisation existent aussi : l’ordre des traits, pour tracer les caractères, est une question ancienne ; mais l'arrivée de l’informatique fait apparaître une nouvelle problématique, celle du codage des sinogrammes. Au début du XXIe siècle, l’enjeu n'est plus seulement l’unification et la simplification du chinois pour améliorer la communication à l’intérieur du pays, mais également celui de la communication des Chinois avec le reste du monde.

## Ères archaïque et impériale

### Époque archaïque et multitude des variantes
| Jiǎgǔwén Jīnwén Dàzhuàn Xiǎozhuàn Lìshū Cǎoshū Xíngshū Kǎishū (t) Kǎishū (s) Source |

Dans la Chine ancienne, les Jiaguwen, gravés sur des carapaces de tortues et omoplates de bovins avaient des allures très variables d’un support à l’autre, d’un site archéologique à un autre. Le rôle rituel, la faiblesse des échanges écrits, la barrière de la distance, mais aussi la main humaine permettent l’apparition de très nombreuses variantes pour un même caractère en style Jiaguwen, Jinwen, ou Dazhuan. Il existe ainsi des catalogues entiers de variantes Jiaguwen des caractères 龍，魚，鳥，etc. R. Sears, spécialiste des sinogrammes anciens, publie par exemple 80 variantes Jiaguwen, 62 Jinwen et 25 Dazhuan du caractères 馬 mǎ, cheval. Dans une même « phrase », la taille des caractères varie et les représentations d’un même caractère peuvent également varier. C’est un concept que l’on dessine, aussi la graphie de chaque caractère n’est-elle pas vraiment fixée.
Les Zhou occidentaux auraient tenté une première codification vers 800 avant notre ère, afin de mettre de l’ordre dans les usages régionaux et individuels. Une liste de 1 000 caractères en 15 sections aurait été constituée et diffusée sur des lamelles de bambou, avec plus ou moins d’effet. À la suite de l’affaissement du pouvoir central Zhou, des principautés stabilisent peu à peu leurs graphies Dazhuan autour d’une graphie approximative lors du processus d’affirmation de l’autorité mais la situation reste encore largement chaotique à l’échelle de la plaine chinoise.
Les styles calligraphiques majeurs étant : (pinyin et chinois) Jiǎgǔwén 甲骨文, Jīnwén 金文, Dàzhuàn 大篆, Xiǎozhuàn 小篆, Lìshū 隶書, Kǎishū traditionnel 楷書(繁体), Kǎishū simplifié 楷书(简体), Xíngshū 行书, Cǎoshū 草书.

### Dynastie Qin et Han: premières grandes rationalisations

#### Réforme de Li Si: tracé sigillaire
Avec l’établissement de l’empire Qin, c’est la victoire du légalisme et de la rigueur sur l’ordre ancien des Zhou et sur la multitude des principautés.
L’empereur Qin, assisté de son chancelier Lǐ Sī (李斯) lance une vague de réformes et de normalisation afin d’unifier l’empire, de casser les particularismes, de faciliter l’administration, les communications, le commerce et la circulation des troupes Qin. Cette réforme Qin inclut notamment la normalisation des poids et mesures, de la largeur des essieux et des routes, mais également celle des sinogrammes.
Li Si confie la création d’une liste de caractères officiels à un groupe d’érudits. Une liste d’environ 3 000 caractères est produite. De la multitude des variantes graphiques du Dazhuan (大篆, Style grand sceau), Li Si fait émerger 3 000 graphies normalisées, ensuite approuvées par un édit impérial qui interdit la multitude des autres variantes. Le Shuowen Jiezi de Xu Shen l'explique ainsi :

« […] Lorsque l'empereur Qin unifia le monde, le chancelier Li Si proposa la normalisation des écrits, et la cessation de la circulation des scripts qui n’étaient pas en accord avec le script [officiel] Qin ». »

Cette normalisation pourrait être à l’origine de la « Proscription des Cent Écoles » et de l'autodafé de 213 av. J.-C. La destruction des ouvrages anciens a pu être considérée comme la seule véritable solution pour l’anéantissement des scripts régionaux, des variantes désormais proscrites, et pour l'’affirmation du nouvel ordre.
Cette nouvelle forme normalisée est connue sous le nom de Xiaozhuan (小篆, Style petit sceau). Très largement inspirée de ceux déjà en vigueur dans le royaume Qin, cette écriture normalisée simplifie les tracés en faveur de courbes régulières et de droites, et régularise le cadre d’écriture des caractères, qui s'inscrit systématiquement dans un rectangles vertical. Sur la base de ces nouveaux tracés, la réforme crée aussi de nouveaux caractères.
Cette normalisation accélère les processus de renseignement, d’administration, de fiscalité, et de gestion du nouvel espace militaire : derrière ces Xiaozhuan, ce sont aussi les armées et l’État Qin qui s’avancent. Ces Xiaozhuan se diffusent à travers l’empire Qin et permettent une communication effective et sûre entre contrées lointaines. C’est un élément décisif de la construction étatique et d’une identité chinoise (Han).

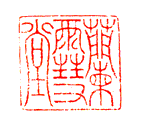
Exemple de sceau en caractères sigillaires.

De nos jours, le style Xiaozhuan s’utilise encore dans les pratiques officielles ou rituelles. Il est en particulier souvent utilisé pour confectionner les sceaux des calligraphes, d'où son nom de « style sigillaire ».

#### Styles Lishu et Kaishu: vers une écriture de traits

Le style Kaishu est considéré comme composé des Huit traits de yǒng, visibles sur cette image.

À la suite de cette normalisation, une autre rationalisation va s’opérer. Les formes courbes du Xiaozhuan étaient adaptées à un tracé au moyen du calame, mais s'avèrent malcommodes pour un tracé au pinceau.
Avec la généralisation du tracé au pinceau, le style Lishu, qui remplace les courbes Xiaozhuan par des traits (voir Huit principes de yǒng), est autorisé dès la dynastie Qin. Cette transformation des courbes en segments va transformer radicalement la forme des caractères, au point de les rendre souvent méconnaissables.
Vers le IIe siècle (dynastie Han), c’est le style Kaishu qui devient la norme, plus rectiligne, plus franc, et faisant clairement apparaître les changements de direction. Ce style est encore aujourd’hui le plus utilisé, du fait de sa clarté  — supérieure au Lishu — et de son esthétique — supérieure au Songti.
La révolution suivante est le développement de la xylographie/imprimerie, permettant des diffusions massives et relativement « centralisées », ne dépendant plus de copistes isolés. Le style Kaishu, dont les pleins et déliés sont trop complexe à graver dans le bois, est adapté pour le besoin et se transforme en style Songti/Mingti, plus rapide à graver, plus anguleux, et renforcé dans ses angles.
Ce style Songti est l’apogée de la rationalisation des styles graphique. Les traits et angles droits sont la règle, tandis que les courbes sont presque absentes. Des empereurs soutiennent d’ailleurs l’utilisation parallèle du Songti et du Kaishu par la proto-industrie de l’édition. C’est également ce mécanisme d’impression qui aurait permis la stabilité graphique de ces styles à travers l’ère impériale. C'est ce style de tracé qui est utilisé à présent pour les documents d’usage quotidien.

### Lexicographies impériales: une approche graphique et combinatoire

#### Xu Shen et le Shuowen Jiezi
L’autodafé de 213 avant notre ère peut être considérée comme un succès, puisqu’à la fin de la dynastie Han, les caractères Dazhuan et Xiaozhuan n’était plus familiers qu’à quelques spécialistes. C’est pour cette raison que le lexicographe Xǔ Shèn (許慎， 58?-147?) compile vers 100 apr. J.-C. le Shuōwén Jiězì (說文解字) : un dictionnaire étymologique contenant 9 353 caractères en Xiaozhuan,. Jusqu’alors, les systèmes de classification des sinogrammes étaient soit sémantiques, par champs lexical, soit selon la division en « six écritures » : 1. images, 2. symboles, 3. composés sémantiques, 4. composés par éléments sémantique et phonétique, 5. composé par transformation graphique d’un caractère, 6. emprunts-rébus Xǔ Shèn, quant à lui, invente la classification graphique par clef (bùshǒu 部首), établissant 540 « radicaux » avec lesquels il classe l’ensemble des sinogrammes. C’est une révolution, puisque cette méthode permet la recherche d’un caractère par sa graphie, afin de trouver sa signification. Mais aussi par le fait qu’il affirme l’aspect combinatoire des sinogrammes.

#### Dictionnaire Kangxi

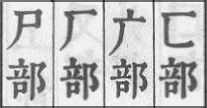
Scan du dictionnaire Kangxi, avec sa police d'écriture.

214 clefs de Kangxi, suivies des variantes graphiques identifiées par Unicode.

D’autres dictionnaires, de plus en plus complets, sont publiés. En 1008, le Guangyun affiche 26 194 caractères, tandis qu’une multitude de classements divers sont utilisés.
Une nouvelle révolution vient avec le dictionnaire Kangxi (1716 : 康熙字典 Kāngxī zìdiǎn), contenant 40 545 caractères, et présentant un nouveau système d’organisation par 214 radicaux associés à leurs réductions et variantes. Ce dictionnaire, produit sous la direction de l’empereur Kangxi, est présenté en pleine période de prospérité, faisant dès lors autorité. Œuvre produite par l’autorité impériale, les pièces d’impression et la police d’écriture associée — produite spécialement pour l'œuvre — réaffirment aussi la graphie officielle des 40 545 caractères exposés en servant de modèle. Cette œuvre sera ensuite largement réutilisée lors des affirmations étatiques nationaliste, communiste, mais aussi japonaise et coréenne, ces gouvernements souhaitant également, périodiquement, réaffirmer une graphie officielle des sinogrammes.

## Époque moderne

### Premières propositions de phonétisations

#### Phonétisation chinoise par associations
Le premier système employé semble être le Fanqie (反切), sur le système de « X se lit comme A (initiale)-B (finale) », A et B étant deux sinogrammes supposés déjà connus du lecteur. Mais le choix des briques phonétiques n’est pas arrêté, et cela semble à chaque fois une improvisation.

#### Premiers contacts avec des systèmes phonétiques
Le premier contact franc avec un système d’écriture fondé sur la phonétique (et non la sémantique) a lieu au début de l’ère chrétienne, avec l’utilisation des premiers textes sanscrits. Ceci encourage les premières analyses syllabiques du chinois, vers le VIIe siècle. En 1260, durant la période mongole, sous la dynastie Yuan, afin de faciliter le contrôle sur l’espace chinois, Kubilai Khan fait créer par un moine tibétain l'écriture 'phags-pa, écriture carrée du mongole adaptée de l'écriture tibétaine, l’alphabet mongol était jusqu'à présent dérivée de l'alphabet syriaque, peu adaptée à l'impression et aux caractères mobiles. Mais les fonctionnaires font un usage du mongol seul, excluant les sons chinois, tandis que le commun rejette cet alphabet phonétique et continue d’écrire par sinogrammes. Au XVIIe siècle, les élites chinoises doivent apprendre le mandchou, une écriture alphabétique inspirée du mongol, mais n’appliquent pas la méthode aux caractères chinois.

#### Propositions modernes
Matteo Ricci (1605), Nicolas Trigault (1626) seraient les premiers auteurs de systèmes alphabétiques de transcription des sinogrammes. Plusieurs dizaines de transcriptions alphabétiques, en fonction des besoins de la nation européenne, apparaitront ainsi.
1648 voit la première tentative chinoise, mais c’est avec le chaos politique du XIXe, la montée du courant réformiste-nationaliste, ayant à la fois le souhait de renforcer la Chine, et de renforcer son unité, qu’apparait un mouvement favorable à la création de systèmes phonétiques pour décrire la prononciation correcte des caractères. En 1892, Lu Ganzhang (盧贛章) affirme la nécessité politique d’un alphabet. Aussi, de 1892 à 1918, ce sont plus de 50 systèmes qui seront développés. Chen en cite 46 notables, classés en cinq catégories : 1. alphabétiques (8) ; 2. basés sur les traits chinois (17) ; 3. sténographiques (10); 4. numériques (3); 5. autres (8).

#### Premiers usages à grande échelle

Orange : Sinogramme ; Bleu : phonétique Zhuyin avec ton. Note : les phonèmes Zhuyin sont placés à droite du sinogramme qu’ils renseignent, en vue d'une écriture verticale de haut en bas.

Avec la « Commission sur l'unification de la prononciation », qui se tient à Pékin en 1913, les réformateurs analysent et discutent longuement d’un dialecte standard, de la phonétique précise de ce dialecte, des systèmes de transcription existants. Ils proposent enfin la prononciation de Pékin comme norme, et le Zhùyīn Zìmǔ (注音字母), composée de 40 caractères (voir annexes), comme alphabet. Le zhuyin est adopté en 1918 comme transcription phonétique officielle. En 1922, cinq tons y sont ajoutés : (neutre)ˊˇˋ˙ 
| Ton   | Zhuyin | Pinyin |
| ----- | ------ | ------ |
| 1     | aucun  | ˉ      |
| 2     | ˊ      | ˊ      |
| 3     | ˇ      | ˇ      |
| 4     | ˋ      | ˋ      |
| court | ˙      | aucun  |

L’emploi du Zhuyin est celui d’une « annotation à droite » (voir image), précisant la phonétique officielle de caractères nouveaux ou difficiles. Le but est double :
1. diminuer l’analphabétisme,
2. soutenir la langue nationale (國語) que l’État républicain tente d’imposer pour renforcer l’unité de la Chine.

Mais la situation reste complexe, puisque d’autres transcriptions persistent, tels le Gwoyeu Romatzyh (1926) et le Latinxua (1929), en Chine, ou le Wade-Giles, à l’étranger.

## Réformes post-1945

### Question phonétique

#### Enjeux
Avec les agitations sociales des années 1930, l’activité et les concurrences politiques discréditent les réformes récentes et encouragent la production de nouveaux modèles. Dès leur arrivée au pouvoir en 1949, les communistes affirment la nécessité d’une écriture totalement alphabétique afin de lutter contre l’analphabétisme. Les caractères chinois sont perçus comme inutilement complexes, et comme une relique du système impérialiste, qui limite l’accès à l’éducation.

#### Phonétisation de 1956 et 1958: vers leHanyu Pinyin
Une première proposition est diffusée à échelle nationale en 1956. Suivant les commentaires, les trois principes de base sont étendus :
1. prononciation : selon le mandarin tel que prononcé à Beijing (Pékin),
2. structure : 3 lettres → sans limites dans le nombre de lettres,
3. tons : 5 tons,
4. séparateur : pas de séparateur → séparation par apostrophe.

Les symboles sont ainsi modifiés, supprimant les caractères spéciaux afin de faciliter l’utilisation des machines à écrire étrangères :
| Proposition 1956 | Hanyu Pinyin 1958 |
| ---------------- | ----------------- |
| ż ċ ṡ            | zh ch sh          |
| ⱬ/ч ç/q ş/x      | ji qi xi          |
| ...ŋ             | ...ng             |
| j...             | y...              |
| (rien)           | '                 |

L’objectif est toujours d’unifier massivement la prononciation sur une langue commune, le Putonghua (普通话), mais également d’habituer au hanyu pinyin, tandis qu’une première simplification d’urgence des sinogrammes est prévue. L’objectif à long terme est réaffirmé comme étant l’utilisation de ce système pinyin 100 % phonétique.

### Question de la simplification

#### Enjeux
La suprématie des puissances européennes pousse les intellectuels est-asiatiques à souligner l’importance de l’alphabétisation des masses, et par conséquent, de la nécessité de simplifier les sinogrammes.

#### Bases historiques
La complexité des sinogrammes a toujours encouragé les hommes à les simplifier. Chen cite quelques exemples anciens : 
| - 篆 → ⺮+豕 (dynastie Zhou) | - 無 → 无 (dynastie Han)  |
| - 與 → 与 (dynastie Sui)     | - 淚 → 泪 (dynastie Ming) |

Les utilisateurs de ces simplifications utilisant des formes ultra-cursives, ne retiennent qu’un ou une partie des composants, ou encore des concepts liés au sens pour créer un caractères de même prononciation et sens, mais d’écriture plus simple. Les États ont cependant toujours veillé à réduire la prolifération de ces variantes, réaffirmant périodiquement les graphies correctes et excluant les innovations individuelles et régionales.

#### Réforme japonaise
Les Japonais, défaits par les États-Unis en 1945, annoncent dès novembre 1946 un nouveau jeu de 1 850 caractères officiels (1850 Tōyō kanji 当用漢字), dont une partie est simplifiée, ce sont les Shinjitai (新字體).

#### Réforme chinoise
En république populaire de Chine, la « Commission de Réforme de l’Écriture » (文字委员会) est favorable à une « pinyinisation » de l’écriture. Elle reste consciente de la nécessité d’une période de cohabitation pinyin-sinogrammes et de l’urgence de l'alphabétisation des masses. Aussi, en plus de l’enseignement du pinyin, elle propose donc aussi une simplification des caractères chinois. En 1954, la commission analyse les variantes collectées puis sélectionne les plus commodes et les plus populaires, en excluant les autres variantes. Le 28 janvier 1958, une liste de 515 sinogrammes simplifiés, accompagnés de 54 radicaux dont les graphies seront systématiquement simplifiées, est promulguée. Pour ces 515 sinogrammes, le nombre de traits moyen est abaissé de 16 traits à 8,16 traits, permettant une écriture notablement plus rapide.
La simplification se fait selon 6 axes :
1. 雲 → 云 : emprunt des formes anciennes,
2. 訁 → 讠 : emprunt des formes cursives,
3. 體 → 体 : emplois populaires,
4. 燈 → 灯 : simplification du phonétique,
5. 幾 → 几 : création/remplacement complet
6. 飛 → 飞 : suppression partielle.

En 1986, une révision (『简化字总表』) de ce lot expose une base de 535 caractères et radicaux dont la simplification doit être respectée, et qui par hérédité simplifient d’autres caractères chinois. Parmi les 8 000 sinogrammes du Xinhua zidian de 1962, 2 288 sont ainsi simplifiés,,
Les tentatives postérieures de simplification échouent. Le contexte politique — plus libéral — de la fin des années 1970 et du début des années 1980 ne permet pas une mobilisation en faveur des 853 sinogrammes simplifiés de la seconde vague (1977), et cette seconde réforme est finalement abandonnée.

### Question de l’ordre des traits

#### Enjeux

Image illustrant un détail graphique visible dans le dictionnaire Kangxi en parallèle à l’ordre d’écriture moderne.

La description des sinogrammes a aussi conduit à la description de leur exécution. Les traits des caractères chinois s’« empilent » de haut en bas, et de gauche à droite ou selon un ordre globalement dicté par la graphie (voir image). L’écriture est également soumise à des priorités : horizontale prioritaire sur verticale, etc. L’ordre d'exécution, s’il n’a que peu de conséquences sur les styles Kaishu et Lishu, a ensuite une influence croissante sur les styles manuscrits Xinshu et Caoshu. Aussi, les Chinois ont tenté de définir certaines règles pour l’exécution des sinogrammes.
Le but est double : faciliter l’apprentissage de l’écriture par les enfants (par l’apport d’un ordre d’exécution clairement défini), et uniformiser les écritures manuscrites (Xinshu). Enseigner un tracé strict permet en effet d’obtenir des caractères manuscrits (Xinshu) d’allures similaires pour tout individu utilisant le même ordre d’exécution.

#### Historique des publications
Dès 1615, le dictionnaire écrit par Mei Yingzuo (梅膺祚) contient dans son premier chapitre des exemples décrivant l’ordre de certains caractères, et dont le lecteur déduit des règles générales d’écriture. Sous la dynastie Qing, le 『父師善誘法』(Fushi shanyou fa) de Tang Biao (唐彪) contient 50 exemples. La période républicaine voit également la production de plusieurs ouvrages sur le sujet, mais cela reste la vue des auteurs seuls.
En 1958, au Japon, le Ministère japonais de l’Éducation publie le 『筆順指導の手びき』(Hitsujun shidō no tebiki) , qui reste le standard japonais d’exécution des kanjis de 1958 à 1977, année où le Japon laisse aux établissements éducatifs le libre choix de leurs supports pédagogiques.
En 1995, avec le 『常用國字標準字體筆順手冊』(Changyong Guozi Biaozhun Ziti Shouce) de Li Xian (李鎏), présenté à Taipei, l’ordre des traits est effectivement normalisé par Taïwan pour les caractères traditionnels.
En 1997, c’est au tour de la RPC de publier le 『現代漢語通用字筆順規範』(Xiandai Hanyu Tongyong Zi Bishun Guifan), exposant l’ordre officiel, en RPC, de 7 000 caractères.
Ainsi, les trois principaux pays utilisant les sinogrammes se sont dotés de descriptions normalisées de l’exécution des sinogrammes, dans le double but d’aider l’apprentissage des sinogrammes, et d’unifier les écritures manuscrites.

#### Particularismes nationaux
Ces standards sont largement similaires, mais quelques particularismes apparaissent. Le tracé de 王 est commun dans le monde chinois (Heng-Heng-Shu-Heng), et différent au Japon (Heng-Shu-Heng-Heng). Le caractère 戈 (gē, « hallebarde ») se termine par le point final (Dian) en Chine et au Japon, et par le Pie (le trait oblique 丿) à Taïwan.

#### Conséquences calligraphiques
C’est à la fois le fruit de traditions calligraphiques spécifiques, favorisant plus au moins un tracé, et de choix arbitraires. Il en découle que les calligraphies cursives d’un étudiant japonais et d’un étudiant chinois suivant chacun l’ordre d’exécution officiel de son pays seront différentes.
Ceci n’a plus d’influence au niveau artistique, puisque les artistes calligraphes jouent volontairement avec l’ordre des traits pour modifier les graphies et surprendre.

### Question graphique

#### Enjeux: développement de l’édition et besoin de normalisation graphique
Les années 1950 ont largement entamé l’illettrisme des populations chinoises. L’éducation progresse, les supports écrits se diffusent, la presse se développe. Avec les années 1970 et 1980, les progrès de la presse industrielle chinoise, le décollage économique, les débuts de la révolution informatique, et l’élévation du niveau de vie, la production et la consommation d’écrits augmentent.
La problématique est à nouveau celle de Kangxi, ou de Li Si : afin de faciliter la collaboration des forces humaines, administratives, économiques du territoire (RPC ou RC), et ici face à un nouvel outil de diffusion, il devient nécessaire de diffuser des conventions d’écriture, graphiques et numériques, pour les sinogrammes.
Mais les polices d’écritures utilisées par l’industrie de l’édition (on se sert des polices d’écritures pour construire ou graver les tambours d’imprimantes), construites à partir de sources variées, commencent à poser problème. Deux polices d’écritures peuvent en effet produire un même caractère chinois, dans le même style Songti, mais avec de notables variations de traits.
Aussi, dans la continuité du travail fait sous Kangxi, des initiatives de stabilisation de la forme des sinogrammes sont relancées. La cible majeure est l’édition et ses polices d’écriture, dont l’influence et l’ubiquité est acquise. L’édition et l’administration passant à l’ère numérique, la normalisation graphique s’associe aux entreprises numériques. L’exemple de Taïwan est le plus documenté.

#### Cas taïwanais: établissement de graphies officielles
La forme normalisée des caractères chinois (chinois traditionnel : 國字標準字體 ; pinyin : Guózì Biāozhǔn Zìtǐ) est une norme établie par le ministère de l’Éducation de la République de Chine.
À Taïwan, en 1973, la National Taiwan Normal University (NTNU, 國立師範大學) se voit confier le travail d’analyse et d’affirmation d’une graphie standard attachée à chaque caractère. De nombreuses sources lexicologiques traditionnelles (Shuowen Jiezi, dictionnaire de Kangxi), calligraphiques (『中國書法大字典』), statistiques (『常用字彙初稿』), sont utilisées. Le 『常用國字標準字體表』 (“Graphie normalisée des caractères fréquents”), fixant la graphie de 4 808 caractères traditionnels fréquents est ainsi publié en 1978-79 par le Ministère de l’Éducation de Taïwan.
Le travail consistait en une fine opération de tris, d’analyses, et de choix graphiques, et l'œuvre présente enfin la graphie officielle affirmée de chaque caractère listé. Une sélection de 517 caractères représentatifs ou difficiles est renseignée avec : 1. la graphie officielle affirmée ; 2. le radical ; 3. le nombre de traits hors-radical et total ; 4. la graphie Xiaozhuan ; 5. la phonétique locale officielle ; 6. une explication textuelle afin de comprendre et d’éviter les erreurs de graphie ; 7. l’ordre des traits.
Pour les autres caractères, moins détaillés, leurs explications peuvent être obtenues par cascade, en se basant sur les 517 exemples.
Le jeu de cette documentation officielle est ainsi constitué et complété :
- 『常用國字標準字體表』 (1978) contenant 4 808 caractères, avec une révision (1979 : 訂正本), avec 137 modifications.
- 『次常用國字標準字體表』 (1981稿本, 7 894 caractères + 2 845 possibles; 1982正本 : 6 332 caractères + 4 399 rares possibles)

Le total s’élève ainsi à 4 808 + 6 332 = 11 140 caractères normalisés, expliqués, fixés.[pas clair]
Le jeu est encore étendu à destination des compagnies informatiques :
- 『罕用國字標準字體表』 (1983), avec 18 388 caractères rares.
- 『異體字表』 (1984), avec 18 588 caractères rares.

L’ordre des traits est également normalisé :
- 『常用國字標準字體筆順手冊』 (1995)

L’initiative est d’abord lancée par l’État, mais dès 1982, l’équipe chargée de l’établissement de standards pour la graphie des caractères, au service du ministère de l’éducation, entre en collaboration avec plusieurs acteurs de l’industrie informatique, et la création d’une première police d’écriture Songti de 4 808 caractères standardisés est créée (1982), le jeu complet de 11 151 caractères standardisés est annoncé en 1993.

#### Cas chinois (RPC): graphies officielles et documents de références
Le même mouvement de quantification, de clarification et de standardisation a eu lieu du côté chinois. Dès 1965, le 『印刷通用漢字字形表』 (1965 : 6 196 caractères) définit la graphie correcte et officielle à employer à la suite des réformes communistes de l’écriture. Ce document est remplacé en 1988 par le 『現代漢語常用字表』 (3 500 caractères), puis sa mise à jour, le 『現代漢語通用字表』 (7 000 caractères : 3 500 + 3 500). La définition de ces graphies servira de base aux polices d’écriture chinoises en codage GB.

## Ère numérique

### Question des codages

#### Premières tentatives et tentatives nationales
Les premiers ordinateurs sur le sol asiatique ne fonctionnent qu’avec les caractères occidentaux, puis, une multitude de codages spécifiques à une compagnie (Adobe, Sony) font leur apparition. Un fichier ne peut alors être transmis d’un groupe à l’autre.
Les premières tentatives de quantification et de numérisation des sinogrammes à s’être largement répandues sont respectivement la série des codages GB, et la série Big5. La série des codages GB (国标 Gúobīao : « standard national ») est lancée en 1980 par la Chine populaire, afin de standardiser le codage des caractères simplifiés, et permettre l’échange de fichiers. Pareillement, la série Big5 est lancée par la république de Chine (Taïwan) en 1984, afin de standardiser le codage des sinogrammes traditionnels.
La standardisation de ces codages, c’est-à-dire la diffusion sur toutes les machines d’un codage unique déterminé : GB pour la Chine, Big5 pour Taïwan, Hong Kong et Macao, permet enfin à des fichiers de pouvoir être transmis d’une machine à une autre, en restant compréhensibles. Des tables de conversions permettent également la conversion de Big5 à GB, et inversement, tandis que de larges tables additives sont produites par certains groupes spécifiques : le gouvernement de Hong Kong (environ 3 000 caractères), celui de Singapour, des ministères aux besoins pointus. La situation en reste un temps là du fait de la rivalité politique entre Taïwan et Chine populaire.
S’ajoutent à ces codages des « polices d’écritures », qui sont la couche visuelle et human friendly (à l'usage de l'homme), permettant d’afficher des sinogrammes lisibles par l’homme.

#### Unicode
L’étape suivante dans la définition des sinogrammes est d’abord franchie par le dépassement de ces codages locaux (GB et Big5), par le codage « Unicode ». Unicode est une tentative internationale de codage universel de tous les caractères écrits humains. Sous impulsion américaine, le groupe UniHan (Groupe pour l’Unification des caractères Han) est créé et intégré au projet Unicode. Une nouvelle table est construite pour accueillir les sinogrammes. Japonais, Taïwanais, Chinois, Coréens, s’accordent sur une organisation selon les caractères eux-mêmes (radicaux de Kangxi, puis selon le nombre de traits),, avec inclusion de tous les caractères traditionnels et simplifiés. En partant ainsi des caractères eux-mêmes, les tensions nationalistes liées aux divergence d’ordre alphabétique selon une phonétique (Pinyin ? Zhuyin ? Katakana ? Hangeul ?) s’effacent. On obtient pour la première fois un codage international.
Unicode, dans sa volonté d’unification graphique et informatique, s’emploie à collecter les analyses, et à les fusionner[pas clair]. Les recherches taïwanaises, chinoises, hongkongaises, coréennes précédemment citées et leurs groupes de recherches sont intégrés au projet, et lui servent de base graphique. Clairement tournée vers le support numérique, le groupe de recherche UniHan confirme plusieurs innovations.
La liste des 36 traits CJK(V), ainsi que la liste des 214 radicaux traditionnels et de leur 115 variantes graphiques complémentaires sont des tentatives de création d’un jeu complet de « briques », permettant de recréer l’ensemble des 100 000 sinogrammes historiques par inclusion successives, positionnements, et transformations géométriques (modification de la largeur et/ou hauteur).

### Question des bases de données associées
L’ère informatique et la standardisation des codages facilite les études statistiques des sinogrammes, et la création de base de données linguistiques.

#### Fréquences
| Ton | Ton | Fréquence |
| --- | --- | --------- |
| 1er | ㄧ  | 21 %      |
| 2nd | ˊ   | 20,5 %    |
| 3e  | ˇ   | 17,5 %    |
| 4e  | ˋ   | 36 %      |
| 5e  | ˙   | 5 %       |

L’informatique, puis Internet, et la prolifération de contenu numérique en langue chinoise pose dans l’espace public un large corpus de textes qui sont analysés. Des listes décrivant la fréquence des sinogrammes apparaissent. Ainsi, une étude faite en 2004 sur un corpus comportant 193 millions de sinogrammes pose les sinogrammes 的, 一, 是, 不, 了, 在, 人, 有, 我 et 他 comme étant les 10 plus fréquents, et représentant ensemble 14 % des occurrences. L’étude expose ainsi 9 933 sinogrammes. D’autre listes existent, dont les résultats varient selon le corpus, et la taille du corpus étudié. L’étude aléatoire de pages Internet .com, ou de sous-titres de films produira des fréquences différentes. À Taïwan, le ministère de l’éducation nationale fournit de nombreux résultats supplémentaires, comme les radicaux, tons (cf. tableau ci à droite), nombre de traits par caractère, ou phonème zhuyin selon leur occurrence et ordre de fréquence.

#### Linguistiques et phonétiques

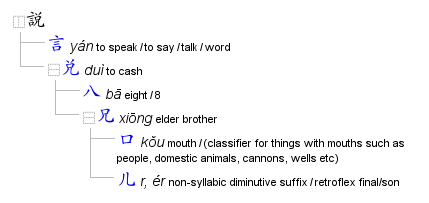
La création de base de données sur la composition des caractères permet la création automatique de graphique explicatifs

Les dictionnaires chinois-occidentaux, et chinois-chinois sont mis en format informatique, ce qui facilite leur maintenance, correction, formatage, et amélioration, mais ce travail reste largement caché, aux mains des ayants droit. Dans l’espace public, certaines initiatives notables sont les dictionnaires libres basés sur le modèle de CEDICT : chinois (simplifié+traditionnel)-pinyin-anglais, avec comme format de base :
Traditionnel Simplifié [pin1 yin1] / Sens 1 synonyme 1, sens 1 synonyme 2/Sens 2 synonyme 1, Sens 2 synonyme 2/

中國 中国 [Zhong1 guo2] /Chine, Royaume du milieu/
Début 2010, la base de données CEDICT propose environ 100 000 entrées, tandis que HanDeDict propose 144 679 entrées du chinois à l’allemand, HanDeDict incluant également des données grammaticales, et des exemples de phrases simples illustrant les mots définis. D’autres projets pourraient suivre. Des projets sont axés sur la phonétique de dialectes non officiels, tel CantoDict.

#### Autres
D’autres bases de données disponibles sous licence libre proposent une multitude de bases de données liées aux sinogrammes et à leur linguistique. La CJKlib propose ainsi la décomposition des sinogrammes en éléments et traits, la décomposition en traits, ainsi que plusieurs bases de données relatives aux systèmes de retranscription phonétique du chinois.

### Description géométrique par l’informatique

#### Principe: intégration en cascade

Caractère « 敖 » ào (« se promener ») : H-H-S-万-攵, avec les points de contrôle ayant permis les transformations nécessaires afin de produire un « 敖 », áo élégant.

Aujourd'hui, le débat sur les métadonnées liées aux sinogrammes et à l'informatique concerne les Chinese characters Description Languages (en), fondés sur les langages de programmations tels que le XML. Ceux-ci permettent la description de graphiques par courbes mathématiques et coordonnées, et l’« inclusion en cascade ».
L’image ci-à droite expose le système : le caractère 敖 ào, est constitué : des traits Heng-Heng-Shu ; du caractère 万 wan ; du composant 攵 pu (réduction de 攴). Les points de contrôles permettent d’appliquer des transformations.

#### Code
Du côté du code, dans le cas du système dit « CDL »,, un trait Dian est dessiné en XML par des points associés à des courbes de Bézier tel que :
```
<path
  id="heng"
  style="fill:#black;fill-opacity:1"
  d="M 328.4,4.9 C 330.3,433.0 332.3,440.8 335.7,444.4 C  
  339.5,448.5 344.7,4.0 345.7,440.0 C 347.9,430.6 341.4 
  2396,422.70 335.4,415.8 C 329.3,408.9 327.3,415.6 328.4,421.9 z"
  sodipodi:nodetypes="cssss" />

```

Chaque radical et composant est une somme de traits. Les caractères complexes sont des sommes de traits, radicaux, composants complémentaires, ou de caractères plus simples. Les coordonnées de chaque élément étant précisées (point="x₁,y₁ x₂,y₂"). Par exemple, le caractère 太 tài est ainsi défini :
```
<cdl char="太 "> 
  <comp char=" 大" points="0,0 128,128" />
  <stroke type="dian" points="45,104 66,128" />
</cdl>

```

#### Méta-données graphiques
Ainsi, un sinogramme est défini graphiquement, mais aussi par ses composants constituants. Cette description XML permet de stocker des méta-données comme :
- Les éléments constitutifs : 太 ＝ 大 + 、
- Les traits et ordre des traits : 太 = Heng-Pie-Na-Dian
- La direction des traits : la direction d’un Heng étant connue : de gauche à droite.
- La position relative des composants : le 大 est au-dessus du Dian ; le Pie croise le Heng.

Du côté des utilisateurs, ces données peuvent être utilisées dans la reconnaissance des sinogrammes sur écrans tactiles, comme c’est le cas dans l’iPhone.
Du côté des compagnies informatiques et de la standardisation des graphies, ce système permet la génération de polices d’écritures rationnelles, puisque toute la police sera basée sur un lot d’environ 40 traits. Les éléments basiques étant virtuellement inclus dans les éléments plus complexes, la mise à jour des 20 000 sinogrammes de cette police se fait par la correction du seul élément à modifier. Les projets CDL, SCML, et HanGlyph sont fondés sur de telles approches graphiques et géométriques. Le projet CDL décrit 100 000 caractères selon de telles méthodes.

## Bilan
La période de l’invention des caractères chinois, puis celles des premières royautés sont des périodes de multiplication des variantes graphiques des caractères. Les autorités ont bien tenté des uniformisations, comme la liste des Zhou, vers -800, mais la faiblesse du pouvoir central, et la division de la plaine chinoise ne permet pas alors d uniformiser les pratiques.
De l’ère Qin-Han, qui voit plusieurs avancées majeures dans la rationalisation des caractères, on peut retenir trois faits :
- La codification Qin : Lǐ Sī (李斯) institue « une seule graphie pour chaque caractère, et un style homogène » de courbes régulières, et de droites, pour un lot d’au moins 3 000 caractères,
- L’apparition du trait : on passe de la prédominance des courbes sinueuses, à la domination du trait. D’abord par le style Lìshū (隸書), puis plus encore par le style Kǎishū (楷書),
- Le système de radicaux : Xǔ Shèn (許慎) rationalise le listage des caractères, par une approche graphique.

Le reste de l’ère impériale voit franchir d’autres étapes majeures :
- L’imprimerie : le développement de l’imprimerie permet une production « centralisée », rationnelle, ne dépendant plus de copistes. Des styles (Kaishu, Songti) sont soutenus par l’administration impériale.
- La police Songti : développée par l’imprimerie, cette police est l’apogée de la rationalisation des styles graphique. Les traits et angles droits, les courbes simples, sont ici la règle.
- Le système de radicaux : il est amélioré, et, depuis Kangxi, basé sur 214 clefs, accompagnées de variantes ou réduction.

Il est également à noter les premiers systèmes phonétiques : Fanqie, Ricci, Wade-Giles.
L’ère contemporaine des grandes réformes visant à « alphabétiser » la population chinoise peut être datée des années 1890. Ici, il y a volonté de standardiser la phonétique associée à chaque caractère chinois, mais aussi la volonté de simplifier la complexité des caractères. Au vu de la multitude des tentatives, il convient de se consacrer aux tentatives réussies :
- Le système Zhuyin Fuhao (1913) : il fait appel à un « alphabet » d’initiales, médianes, et finales fondé sur les sinogrammes, associé à cinq tons ;
- La simplification communiste (1956) : il met en place des variantes ou de nouvelles graphies plus simples ;
- Le système Hanyu Pinyin (1958) : il utilise l'alphabet latin, associé à cinq tons.

Ces systèmes phonétiques ont permis l'émergence de dictionnaires où les caractères sont classés par phonétiques, mais ont aussi facilité le passage à l’ère informatique. La simplification de 1956 a de fait facilité l’apprentissage des sinogrammes et l’alphabétisation des masses. Le projet de romanisation complète, initialement prévu dans de nombreuses zones, n’a abouti que dans le cas particulier de la Corée.
Avec les affirmations étatiques du XXe siècle, d’autres standardisations ont également eu lieu, en particulier avec le travail de :
- La redéfinition et standardisation des graphies correctes : effectués en Chine, à Taïwan, au Japon, d’abord à destination des éducations nationales respectives, mais aussi à destination de l’industrie de l’édition et de l’informatique, afin d’unifier les graphies dans le monde numérique ;
- La définition d’un « ordre des traits standard » : principalement afin que les écritures manuscrites Xingshu d’un individu « A » restent lisibles par un individu « B ».

Enfin, il est à signaler le travail d’unification informatique, mais aussi de collecte des méta-données, avec :
- le renfort de l’interopérabilité : la création d’un codage international facilitant l’échange de documents numériques ;
- La collecte des méta-données associées: par la création de bases de données associant à chaque caractères toutes les données précédemment créées (composants, phonétiques locales, traits, définition chinoise, étymologie, définition anglaise, etc.)
- La numérisation des sinogrammes : la définition géo-mathématique des sinogrammes.

## Analyse et perspectives
Aussi, que ce soit pour les cas anciens (Li Si, Xushen) ou pour les cas récents chinois ou taïwanais (codages, standards), c’est en fait une sélection, une clarification, une stabilisation, et une numérisation des propriétés intrinsèques aux sinogrammes qui est menée. Les variations et variantes anciennes, graphiques, phonétiques, sémantiques, d’ordre d’écriture, sont examinées, triées, dans le but d’être validés, documentées ou effacées. Cette première longue étape de nettoyage de l’héritage lié aux sinogrammes prend ensuite l'orientation et la forme de la diffusion d’une norme affirmée commune. Dans la masse des variantes et des pratiques, ces standardisations sont largement des sélections artificielles, soudaines et tardives, coupant les branches de l’arbre pour n’en garder et présenter qu’un tronc droit idéalisé. Mais d’un point de vue pragmatique, cette diffusion de conventions facilite la communication, les échanges, les contrôles, et est donc un mouvement vers l’intégration et l’unification de l’ensemble chinois, mais aussi vers l’intégration à l’espace-monde et à ses échanges.

### Images

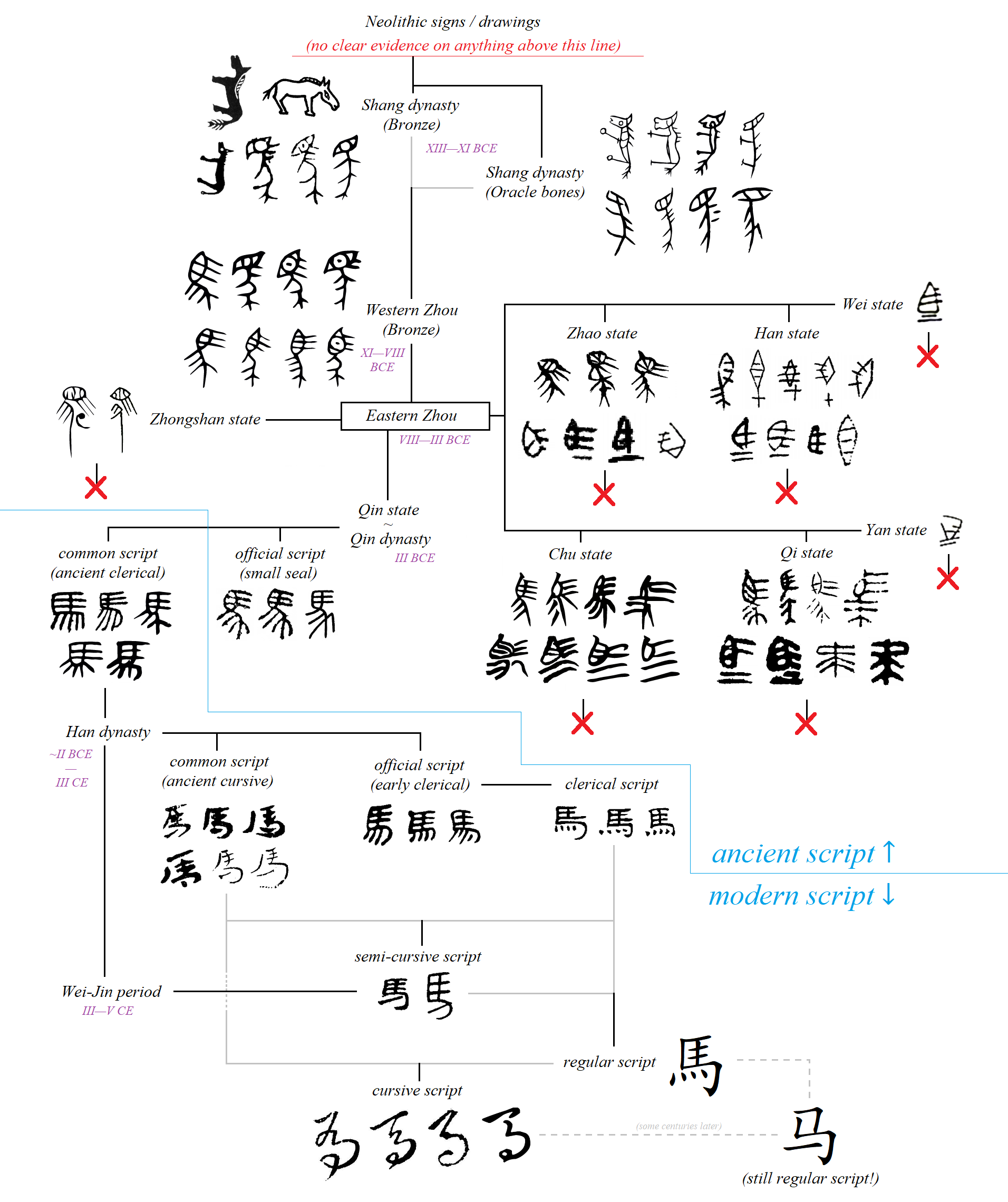